# بيس فالي (ميزوري)
بيس فالي (بالإنجليزية: Peace Valley)‏ هي إحدى المجتمعات الفردية (غير مصنفة) في ولاية ميزوري في الولايات المتحدة الأمريكية.